# خلة العقد
خلة العقد هي قرية فلسطينية، من قرى محافظة الخليل، تقع جنوب غرب الخليل. وهي من القرى التي احتلتها إسرائيل خلال حرب 1967.
تُدار بواسطة مجلس قروي الصرة. وبها مدرسة ومسجد.

## السكان
بلغ عدد سكان قرية خلة العقد عام 2007 حوالي (272) نسمة وفق الجهاز المركزي للإحصاء الفلسطيني.